# Euphorbia blodgettii
Euphorbia blodgettii är en törelväxtart som beskrevs av Georg George Engelmann och Albert Spear Hitchcock. Euphorbia blodgettii ingår i släktet törlar, och familjen törelväxter. Inga underarter finns listade i Catalogue of Life.